# Hugo (Street Fighter)
Hugo (ヒューゴー?, Hyūgō) è un personaggio dei videogiochi creato dalla Capcom per la famosa serie di picchiaduro Street Fighter. Ha fatto la sua prima apparizione come nemico comune nella serie di Final Fight, dove era conosciuto come Andore, prima di diventare un personaggio giocabile a partire da Street Fighter III: 2nd Impact. È un wrestler professionista assistito dalla sua vecchia amica Poison, entrambi ex membri della Mad Gear Gang.

## Aspetto fisico
Alto 2,40 metri, pesante ben 200 kilogrammi, Hugo ha i capelli lunghi e neri, indossa un pantalone aderente rosa, una canottiera dell'analogo colore a "pois" bianchi, scarpe ordinarie marrone e una cintura di metallo.

## Storia
Nato in Germania, da una famiglia di contadini, cresce in tranquillità, ma il suo corpo inizia a maturare smisuratamente, rendendolo un obbrobrio. Conscio di ciò, decide di avvantaggiarsi del massiccio corpo trovatosi, allenandosi costantemente per anni. Successivamente, assieme ai suoi 6 fratelli e alla sua futura manager Poison, fu reclutato dalla Mad Gear, associazione criminale di Metro City antagonista nei videogiochi di Final Fight. In seguito allo smantellamento dell'organizzazione e alla sconfitta subita da Mike Haggar, sindaco di Metro City, Hugo si redime e preferisce vivere in modo onesto.
Un giorno, assicuratosi di poter approdare nella cerchia di combattenti di lotta libera, si dirige in America, sbaragliando tutti gli avversari con facilità e diventando campione assoluto della lotta libera nazionale. Frattanto Poison, troncando i rapporti con la Mad Gear, conosce casualmente Hugo e propone lui di poter divenire suo manager: Hugo approva.
Tempo dopo, udendo del nuovo torneo Street Fighter, Hugo e Poison viaggiano per il mondo alla ricerca degli altri lottatori partecipi.

## Abilità combattive
Hugo è relativamente lento nei movimenti, caracolla quando avanza o indietreggia ed ha una mole tale da far tremare, dopo la ricaduta da un salto alto, l'area intorno a lui, facendo sobbalzare, quando presenti sul terreno, oggetti eventuali. Le tecniche di combattimento di cui fa maggiormente uso, oltre a ordinari calci, pugni e schiaffi, sono rispettivamente:
- Giant Palm Bomber: Hugo esegue un leggero salto in aria e, con tutta la sua forza, sbatte le mani a mo' di applauso, fracassando le ossa all'avversario.
- Moonsaul Press: una presa devastante: Hugo afferra l'avversario, salta in alto il più possibile, gira su se stesso e, al culmine del balzo, sposta in aria l'avversario sotto di se e, precipitando, lo frantuma sotto la sua mole enorme.
- Meat Squasher: Hugo corre verso l'avversario deformando mostruosamente il volto e, se questi è afferrato, Hugo lo trascina follemente contro il muro, lo scaraventa sulla parete e ci sbatte contro, schiacciandolo.
- Monster Lariat: Analogamente al Meat Squasher, Hugo corre contro l'avversario, ma anziché afferrarlo lo colpisce con un pugno devastante.
- Shootdown Backbreaker: Hugo, repentinamente, salta incontro all'avversario, afferrandolo e spaccandogli la schiena.

## Super Mosse Speciali
Come tutti gli altri personaggi nella serie di Street Fighter III, Hugo possiede tre mosse Super:
- Megaton Press: Hugo salta ed afferra l'avversario e, se questo è adeguato, il balzo raggiunge una vetta superiore; quindi Hugo inizia a girare, sospeso in aria, sino a "perdere quota" e cadere, schiacciando con fragore il malcapitato.
- Gigas Breaker: Hugo afferra l'avversario e esegue due Shootdown Backbreaker e, all'ultimo momento, esegue un Megaton Press.
- Hammer Frenzy: il wrestler corre contro l'avversario e inizia a sferrare rapide sequenze di colpi, terminando con un Giant Palm Bomber.

## Curiosità
- Per il suo aspetto, la sua mole enorme, la sua professione di wrestler e il suo nome nei giochi di Final Fight, è chiaramente ispirato al wrestler francese André the Giant.
- Lo si vede nello stage "Skycraper" in Super Street Fighter IV mentre tiene in mano una trave di ferro.
- In Street Fighter Alpha 2, nello stage di Guy, appare in piedi su un muretto, a braccia conserte, assieme a Poison.

## Apparizioni
- Final Fight (serie)
- Street Fighter III: Second Impact
- Street Fighter III: 3rd Strike
- SNK vs. Capcom: SVC Chaos
- Street Fighter X Tekken